# Allocosa mokiensis
Allocosa mokiensis är en spindelart som beskrevs av Willis J. Gertsch 1934. Allocosa mokiensis ingår i släktet Allocosa och familjen vargspindlar. Inga underarter finns listade i Catalogue of Life.